# Ladislav Špiner
Ladislav Špiner (* 6. července 1977, Ústí nad Labem) je český herec, dabér a divadelní režisér.

## Životopis
Narodil se v Ústí nad Labem. Už jako malý provozoval různé sporty a chodil do folklorního souboru. Díky své učitelce na základní škole si zalíbil chemii, a proto vystudoval střední chemickou průmyslovou školu. Během studií na střední škole si oblíbil Rowana Atkinsona a začal dělat pantomimu. Jezdil na pantomimické přehlídky, které vyhrával a chodil do dramatického kroužku. I když nastoupil na VŠCHT v Praze, herectví ho tak nadchlo, že v prvním semestru přešel na Vyšší odbornou školu hereckou. Už během studií si externě zahrál ve Snu noci svatojánském v Národním divadle. Po absolutoriu v roce 1999 nastoupil do Slezského divadla v Opavě. Jeho první role v Opavě byl Zajíček v Lucerně a následně zde ztvárnil řadu rolí. Po pěti letech přešel do Moravského divadla Olomouc.
Během jeho angažmá v Olomouci zde hostoval režisér Jiří Seydler, který mu nabídl hostování v muzikálu Malované na skle ve Východočeském divadle Pardubice, kde mu i následně nabídli angažmá. Kvůli problémům v olomouckém divadle, kde strávil tři roky, nabídku přijal a od září 2007 je v Pardubicích ve stálém angažmá. V tomto divadle si například zahrál Janíka v Malovaném na skle, Tonyho v Bláznivých nůžkách a Kamila Champsboisyho v Broukovi v hlavě, ale také se objevil v titulních rolech Mefista, Peera Gynta a Amadea. Kromě herectví se věnuje i režírování. Jeho první zrežírovanou inscenací se stal Mrzák inishmaanský, který měl premiéru roku 2014.
Několikrát za sebou získal ocenění Nejoblibenějsí herec Východočeského divadla v Pardubicích. Za rok 2010 obdržel Cenu Thálie pro mladého činoherce. Za ztvárnění hlavní role v Mefistovi dostal cenu za nejlepší mužský herecký výkon festivalu České divadlo 2011 a byl v užší nominaci na Cenu Thálie v oboru činohra za rok 2011.
Jeho manželkou byla kolegyně z olomouckého divadla Evellyn Pacoláková. I když manželství netrvalo moc dlouho, má s ní syna Kristiána. Jeho stávající manželkou je herečka z pardubického divadla Petra Janečková, kterým se v roce 2010 narodila dcera Karolína. Společně s dcerou si už zahrál v inscenaci Rasputin, kde ztvárnil hlavní roli.

## Filmografie
| Rok  | Název                                       | Role      | Poznámky                                    |
| ---- | ------------------------------------------- | --------- | ------------------------------------------- |
| 1997 | Berenika stříhá vlasy                       |           | film                                        |
| 1999 | Sjezd abiturientů                           |           | film                                        |
| 2003 | Městečko aneb Sláva vítězům, čest poraženým | Černý ml. | film                                        |
| 2009 | Tango s komáry                              | Dan       | film                                        |
| 2019 | Krejzovi                                    |           | televizní seriál, díl: „Rodina nebo peníze“ |
| 2019 | LOVEní                                      | barman    | film                                        |
| 2020 | Slunečná                                    |           | televizní seriál, díl: „Nápadníci“          |